# Lena Noreses
Lena Noreses (* 6. Januar 1994 in Windhoek) ist eine ehemalige namibische Fußballnationalspielerin und Sprinterin. Ihre jüngere Schwester Vanessa Noreses ist ebenfalls Fußballspielerin.

## Leben
Noreses wuchs in Windhoek auf, dort besuchte sie die Jan Moor Secondary School und die Emma-Hoogenhout-Grundschule. Seit Februar 2013 absolviert sie ein achtmonatiges Physiotherapie Praktikum in Wilhelmsfeld beim Fußball- und Leichtathletik-Verband Westfalen e.V. (FLVW).

## Sportliche Laufbahn

### Vereinskarriere
Noreses spielte für die JS Academy, bevor sie im Sommer 2013 in die deutsche Regionalliga zu Germania Hauenhorst wechselte, wo sie ihre zum VfL Bochum abgewanderte Landsfrau Thomalina Adams ersetzte.

### Nationalmannschaft
Seit 2012 spielt Noreses für die A-Nationalmannschaft ihres Heimatlandes. Noreses nahm neben den ebenfalls in Deutschland spielenden Stacey Naris, Lorraine Jossob, Veweziwa Kotjipati und Thomalina Adams Oktober 2014 an der Fußball-Afrikameisterschaft der Frauen 2014 in Namibia teil.

### Leichtathletikkarriere
Neben ihrer aktiven Fußballkarriere ist sie seit Februar 2013 für die Leichtathletikabteilung des TV 1883 Schriesheim aktiv. Zuvor nahm sie für ihr Heimatland bei verschiedenen Junioren-Leichtathletikwettbewerben im Ausland u. a. in Südafrika teil. Daneben vertrat sie ihren Verein Nampol Athletics Club bei verschiedenen Sprintwettkämpfen in Namibia.